# 莖斯氏脂䲁
莖斯氏脂䲁（學名：Starksia posthon），為輻鰭魚綱䲁形目脂䲁科斯氏脂䲁屬的一個種，分布於中太平洋東部哥斯大黎加與巴拿馬海域，深度1至5公尺，本魚體長，扁平，頭尖，雄魚鼻孔兩側各具一細長的捲鬚，眼上方有一小卷鬚，頸背無或有一小卷鬚，口頂前側和兩側有齒，背鰭硬棘與軟條之間有一缺刻，雄魚第一臀棘長，與鰭的其餘部分分離，變性為性器官，側線連續，前段拱起，後段直，側線鱗片39枚，頭部和前體上方淡紅色，下方淡黃色，後體棕褐色，身體上有2-3排縱向排列的斑點組成的大片棕色斑塊，頭部下鰓蓋上有幾個黑點，眼睛有放射狀的紅線，上唇有2條紅色條紋，胸鰭有2個紅色斑點，背鰭、臀鰭和尾鰭上有一排小黑點，尾鰭基部有4個較大的黑點，背鰭硬棘21枚、背鰭軟條9枚、臀鰭硬棘2枚、臀鰭軟條19枚，體長可達4公分，棲息在水淺、海草生長的沙質海床，以無脊椎動物為食，生活習性不明。